# Van Romondt

Van Romondt (ook: d'Aumale van Romondt) is een Nederlands geslacht waarvan leden sinds 1838 tot de Nederlandse adel behoren en welke adellijke tak in 1899 uitstierf; de niet-adellijke takken leven nog voort.

## Geschiedenis
De stamreeks begint met Herman van Romunde (een natuurlijk zoon van Johan van Romunde) die koopman was te Deventer en in of kort voor 1544 overleed. Nakomelingen waren in de 17e en 18e eeuw muntmeester en later bestuurders (regenten). Een nazaat werd bij KB van 21 augustus 1838 verheven in de Nederlandse adel; met een dochter stierf deze adellijke tak in 1899 uit.
Sinds de 19e eeuw was de adellijke tak eigenaar van landgoed Rijnwijk (Zeist) waarvan het huis in 1867 werd gesloopt maar waarvan het landgoed tot het overlijden van jkvr. Wilhelmina Anna van Romondt (1827-1892) in deze tak zou blijven. Via huwelijk ging het over naar de families Bijleveld en Van Pallandt. Deze tak bezat en bewoonde eveneens sinds de 19e eeuw het huis Schoonoord (Zeist) dat in de 20e eeuw werd afgebroken.
De niet-adellijke tak werd in 1921-1922 opgenomen in het genealogische naslagwerk Nederland's Patriciaat en bloeit nog.

## Enkele telgen

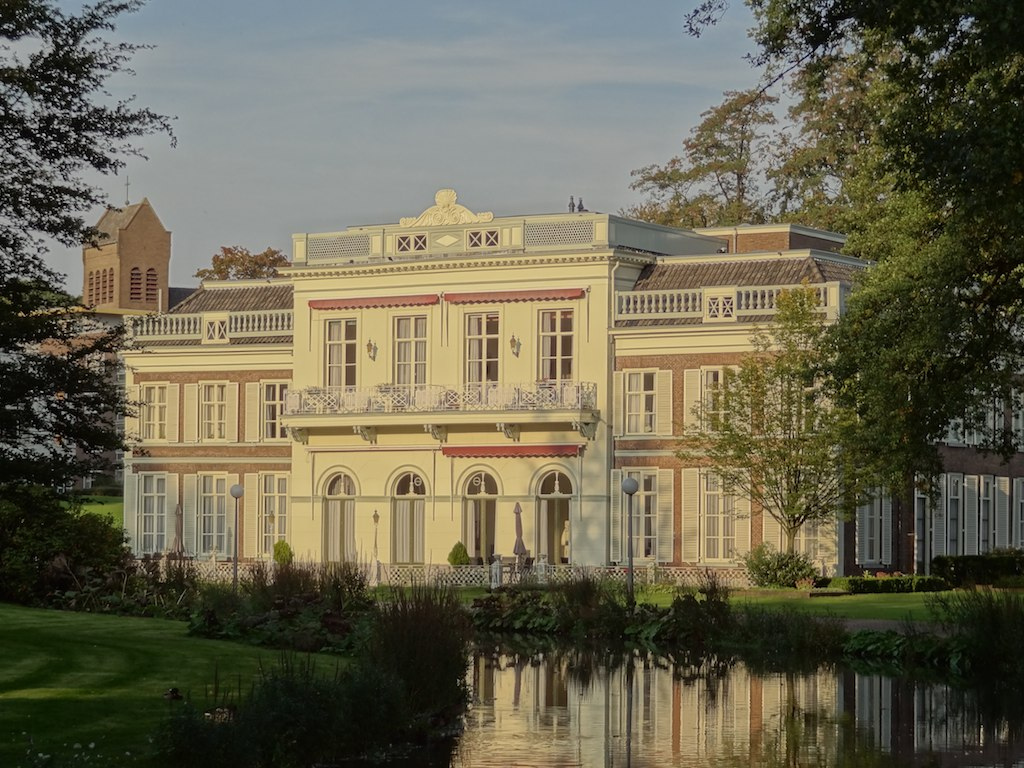
Huis Rennenenk te Arnhem

mr. Adriaan van Romondt (1738-1767), raad in de vroedschap en schepen van Utrecht
- mr. Otto van Romondt (1770-1837), lid vroedschap en municipale raad van Utrecht, lid provinciale en gedeputeerde staten van Utrecht
  - jhr. Willem Jan Adriaan van Romondt, heer van Nijenrode (1798-1856), hoogheemraad, in 1838 verheven in de Nederlandse adel
    - jhr. mr. Otto d'Aumale van Romondt (1822-1883), lid gemeenteraad van Zeist, hoogheemraad, verkreeg naamswijziging tot d'Aumale van Romondt in 1837 (naar de moeder van zijn moeder), eigenaar van Rijnwijk (Zeist)
    - jkvr. Susanna Cornelia Frederika van Romondt (1825-1899), laatste adellijke telg; trouwde in 1854 met mr. Willem Phoenix Vis (1818-1879), lid van de gemeenteraad van Middelburg, lid provinciale en gedeputeerde staten van Zeeland
      - mr. Cornelis Constant Willem van Romondt Vis (1855-1922), dijkgraaf, heemraad en hoogheemraad, verkreeg bij KB van 31 december 1894 naamswijziging tot Van Romondt Vis en werd zo stamvader van het patriciaatsgeslacht Van Romondt Vis

    - jkvr. Wilhelmina Anna van Romondt (1827-1892); trouwde in 1854 met mr. Matthieu Emmanuel Claude Bijleveld, heer van Serooskerke (Walcheren) (1824-1911), lid van de familie Bijleveld, eigenaren van Rijnwijk
      - Anna Francoise Bijleveld (1863-1946); trouwde in 1884 met Wilprand baron van Pallandt (1848-1910), bewoners van huis Rennenenk te Arnhem, eigenaren van Rijnwijk

Geslachten die opgenomen zijn in het sinds 1910 verschijnende genealogische naslagwerk Nederland's Patriciaat. Lijst volgens opgave van het CBG Centrum voor familiegeschiedenis.
A · B · C · D · E · F · G · H · I · J · K · L · M · N · O · P · Q · R · S · T · U · V · W · Y · Z